# Naufrágio de 1947
O Naufrágio de 1947 (2 de dezembro de 1947), foi o maior desastre marítimo ocorrido na costa portuguesa, na região de Matosinhos, onde perderam a vida 152 marinheiros.

## Prelúdio
No dia 1 de dezembro de 1947, as traineiras começaram a chegar ao porto de Leixões com escasso peixe nos porões. A meio da manhã, entrou uma traineira carregada de sardinha e os outros mestres, perspectivando uma boa pescaria, chamaram os seus tripulantes e começaram a aprovisionar os barcos para outra saída. Durante essa tarde, apesar de haver vários prenúncios de temporal, fizeram-se ao mar 103 traineiras que rumaram em direcção à Figueira da Foz. Nessa altura, o espectro da fome era maior do que o do medo, levando a que estes ousados lobos do mar enfrentassem sempre as ondas sem medo, saindo da barra muitas vezes para não voltarem.

## A tragédia
Passadas algumas horas, o tempo mudou radicalmente, vendo-se as traineiras envolvidas num imenso temporal. As ondas fortíssimas chegaram a subir aos 10 metros, enquanto o vento rodava para Noroeste e o ar arrefecia drasticamente. Algumas traineiras resolvem regressar para Leixões, mas a grande maioria decide continuar. Ao anoitecer, a noite ficou negra e sem lua enquanto as nuvens carregadas tapavam completamente o céu e os ventos se transformavam em ciclónicos. Nessa altura, já todos andavam a tentar fugir ao temporal, esforçando ao máximo os motores e as máquinas das traineiras, procurando desesperadamente um porto de abrigo, enquanto que o mar levava marinheiros borda fora e enchia os porões das traineiras de água.
Noite adentro, em terra, corriam murmúrios de que algo corria mal e as pessoas corriam desesperadas em direcção ao areal da praia nova, em Matosinhos. Na cabeça do molhe sul do porto de Leixões, as mulheres e os filhos dos marinheiros apinhavam-se ao vislumbrar as luzes de navegação das traineiras que se aproximavam desesperadamente do porto. Assim que as primeiras traineiras aportaram, relataram as más noticias, tinham sido avistadas, entre a Aguda e o Senhor da Pedra, quatro traineiras a navegar em situação aflitiva muito perto da costa, e que, apesar de alguns mestres terem tentado avisá-los e orientá-los para o bom caminho, com as sirenes, sinais e até gritos, nada conseguiram fazer, pois a violência do temporal era tanta que os impediu de conseguirem os seus objectivos.
Finalmente chegou a noticia da trágica realidade e ficou-se a saber que nessa negra e sinistra madrugada de 2 de dezembro de 1947 naufragaram entre a Aguda e Leixões as traineiras “D. Manuel”, “Rosa Faustino”, “Maria Miguel” e “S. Salvador”, tendo perecido um total de 152 marinheiros entre os que se encontravam nas traineiras naufragadas e os que caíram ao mar, deixando 71 viúvas e mais de 100 órfãos.
Das quatro traineiras naufragadas, salvaram-se apenas seis marinheiros, transformando este naufrágio na maior tragédia marítima ocorrida na costa portuguesa.

## Memória
Em 2005, foi inaugurado na praia de Matosinhos o monumento "Tragédia do Mar", uma escultura homenagem ao naufrágio de 1947 com cerca de três metros de altura, composto por cinco figuras de órfãos e viúvas cujas faces transparecem a tragédia ocorrida em 1947. Foi esculpido por José João Brito que se baseou, para o efectuar, na tela do mesmo nome criada pelo Mestre Augusto Gomes.
Em 2007, 60 anos após a tragédia, a Câmara Municipal de Matosinhos decidiu lembrar a fatídica história publicando o livro "Naufrágio de 1947 – Toda a Saudade é um Cais de Pedra" que apresenta um relato pormenorizado dos acontecimentos e inclui fotografias de todos os pescadores que morreram naquele dia. Com o objectivo de relembrar a tragédia, foi enterrado um baú na praia de Matosinhos com um dos livros lá dentro, a que foi atada uma fita negra com dois quilómetros de comprimento.